# Шикоку
Шикоку (на японски: 四国, по английската Система на Хепбърн: Shikoku) е най-малкият от 4-те основни острова на Япония с площ 18 298 km² (с прилежащите над 300 малки острови – 18 802 km²) и население през 2005 г. 4 142 000 души.
Остров Шикоку се простира от запад на изток на протежение около 225 km, а ширината му варира от 50 до 150 km. На югоизток, юг и югозапад бреговете на Шикоку се мият от водите на Тихия океан, а на северозапад, север и североизток – от водите на Вътрешно Японско море, което го отделя от остров Хоншу. На изток протоците Кии и Наруто го отделят съответно от островите Хоншу и Авадзи, а на запад протоците Хаясуи и Бунго – от остров Кюшу. Дължината на бреговата линия на острова е 2091 km, като северозападните и югоизточните му брегове са слабо разчленени, а на североизток и югозапад има участъци със силно разчленена брегова линия, с множество заливи (Тоса, Ува и др.), подложени на силни приливно-отливни течения.
Релефът е предимно планински. На североизток се простира верига от хълмове и ниски планини (хребетът Сануки, 1043 m), изградени основно от гранити. Южните и централните части са заети от планината Исидзути с максимална височина връх Исидзути (1982 m), най-високата точка на Шикоку. Тя е изградена предимно от шисти. За разлика от другите острови в Япония, на Шикоку няма нито един вулкан. На острова се намират най-големите в Япония находища на медна руда (Бесияма).
Климатът е субтропичен, мусонен. Средната януарска температура е от 5 до 10°С (в междупланинските котловини – до -2°С), а средната юлска – от 20 до 28°С. Годишната сума на валежите е от 1000 mm по северното крайбрежие до 3000 mm по южното. Често явление са преминаващите през острова в края на лятото тайфуни. Реките са с предимно планински характер, многоводни, с ясно изразено лятно пълноводие. Най-големите са Йосино, Нака, Монобе, Нийодо, Симанто, всички те вливащи се в Тихия океан. Склоновете на планините са покрити с гъсти субтропични гори, съставени предимно от дъб, бор, криптомерия, цуга и др.
На Шикоку се отглеждат много видове цитрусови култури. Развит е риболовът и ловът на бисерни миди. Повечето от жителите на острова живеят в северната му част и всички, като освен един от по-големите градове (Коти), също са разположени на север – Мацуяма, Имабари, Ниихама, Такамацу, Токушима.